# Ashé
Ashé (Àşe, Aché, Axé, von Yoruba aṣẹ) ist in der Religion der Yoruba die Lebenskraft, die von Olódùmarè (der höchsten Gottheit) gegeben wird und von jedem Individuum besessen wird. Alle Dinge besitzen Ashé, Götter, Ahnen, Geister, Menschen, Tiere, Pflanzen, Steine, aber auch Worte wie Lieder, Gebete, Lobgesänge, Flüche, sogar das alltägliche Gespräch. Die weltlichen Ausprägungen von Ashé sind Glück, Fruchtbarkeit, Wohlstand, Ansehen und Gesundheit. Diese Kraft gilt es durch religiöse Aktivität in der Form von Gebeten und Opfern (auch Tieropfern) zu steigern.
Das Wort ist über die Santeria ins kubanische Spanisch und über den Candomblé ins brasilianische Portugiesisch eingegangen. Es kommt in Liedtexten lateinamerikanischer Musik vor und ist Namensgeber des Musikgenres Axé.